# کمانچه
کَمانچه یکی از سازهای موسیقی ایرانی است. این ساز علاوه بر شکم، دسته و سر در انتهای پایینی ساز، پایه‌ای دارد که روی زمین یا روی پای نوازنده قرار می‌گیرد. نوعی از کمانچه معروف به کمانچه لری وجود دارد که پشت باز است و در لری به آن «تال» نیز می‌گویند.

## پیشینه
نخستین نشانه‌های تاریخی دربارهٔ کمانچه در کتاب موسیقی الکبیر اثر ابونصر فارابی در سده چهارم هجری دیده شده‌است. او در این کتاب از کمانچه با نام عربی آن، رباب یاد می‌کند. کمانچه در دوران صفویه و قاجاریه جزو سازهای اصلی موسیقی ایران بوده‌است. نخستین صدای ضبط‌شده کمانچه به اوایل قرن بیستم میلادی بر می‌گردد.

ساز کمانچه به همت  سازمان میراث فرهنگی در آذر ماه ۱۳۹۶ به ثبت جهانی در سازمان یونسکو رسید.

## شکل ظاهری
کاسه ساز کروی و توخالی و معمولاً از جنس چوب توت است که به صورت ترکه‌ای (تکه‌های باریک چوب که در کنار هم چسبانده می‌شود) ساخته می‌شود و مقطع نسبتاً کوچکی از آن در جلو به دهانه‌ای اختصاص یافته و روی دهانه پوست کشیده شده و بر روی پوست، خرکی تقریباً شبیه به خرک تار و نه کاملاً عمود بر سیم‌ها قرار گرفته‌است. دستهٔ ساز، لوله‌ای تو پر است و به‌طور نامحسوس به شکل مخروط وارونه خراطی شده‌است. انتهای بالایی این لوله؛ توخالی و در طرف جلو شکاف دارد که نقش جعبهٔ گوشی‌ها را می‌یابد. دسته فاقد پرده می‌باشد. سر ساز متشکل است از جعبهٔ گوشی‌ها که در دو طرف آن هر یک دو گوشی کار گذاشته شده و یک قبه که در بالای جعبه قرار گرفته‌است. طول ساز تا سر قبه حدود ۸۰ سانتی‌متر است.
در گذشته این ساز بدون سیم گیر که به شکل کنونی وجود دارد بوده‌است. در گذشته سیم‌ها مستقیماً به ساز وصل می‌شدند همانند سه تار یا به وسیله قطعه فلزی سیم‌ها به آن ربط داده می‌شد. پس از ورود ویولن به ایران، تاندور ویولن (پیچ‌های کوچک تنظیم کوک) به سیم گیر اضافه شد تا نوازنده بتواند ساز را دقیق تر کوک کند.
تا پیش از ورود ویولن به ایران، جنس سیم‌های کمانچه ابریشمی یا از روده تابیده شده حیوانات بود و توانایی گرفتن کوک بالا را نداشت. پس از ورود ویلن به ایران، سیم‌های ویلن جایگزین سیم‌های کمانچه شد.
این ساز جزو دسته سازهای زهی کششی است. کمانچهٔ امروزی دارای ۴ سیم می‌باشد. کمانچه در زمان قدیم تنها سه سیم داشته و پس از ورود ویولن به ایران به تقلید از آن سیم چهارم به آن افزوده شده‌است. این سیم‌ها به موازات درازای ساز گستردگی دارد و آوای آن خیلی خوش و دلکش اما کمی اصطلاحاً تودماغی می‌باشد. این ساز می‌تواند آواهای گوناگون بسیاری را برآرد.

کمانچه شش‌تکه ترکه‌ای پشت باز اثر محمدحسن کاکاوند، موزه فلک‌الافلاک

## کوک
کوک کمانچه (نسبت فاصله سیم‌ها به یکدیگر) در دستگاه‌های مختلف موسیقی ایرانی تفاوت می‌کند. معمول‌ترین کوک برای دستگاهای ایرانی این است که سیم‌های اول و دوم نسبت به هم فاصله چهارم (یا پنجم) داشته، سیم سوم یک اکتاو بم‌تر از سیم اول و سیم چهارم یک اکتاو بم‌تر از سیم دوم می‌باشد.
لازم است ذکر شود که در گذشته کمانچه دو سل دو سل کوک می‌شد اما پس از ورود ویولن به ایران، در کوک کمانچه تغییراتی ایجاد شد و امروزه این ساز همانند ویلن کوک و انگشت‌گذاری می‌شود.
در حال حاضر کوک اصلی و رایج کمانچه می لا ر سل که همان کوک ویلن است، می‌باشد. از جمله می‌توان به کوک‌های رِ لا رِ سل (برای دستگاه نوا) می لا رِ لا (برای دستگاه ماهور) و می لا می لا (برای دستگاه همایون، آواز اصفهان، دستگاه چهارگاه، دستگاه ماهور و دستگاه راست‌پنجگاه) و رلارلا (برای کوک لری)اشاره کرد.

## شیوه نواختن
نوازنده در حالت نشسته پایهٔ کمانچه را روی زمین یا صندلی یا زانو قرار می‌دهد و به وسیله آرشه (در پارسی کمانه) آن را می‌نوازد. ساز در موقع اجرا کمی حول محور خود می‌چرخد و همین عمل تماس آرشه با سیم‌ها را آسان‌تر می‌کند. نوازنده ساز را به‌طور قائم در دست چپ می‌گیرد و انگشتان همان دست را روی دسته بر روی سیم‌ها می‌لغزاند و آرشه را با دست راست به روی سیم‌ها می‌کشد.

## سازهای هم خانواده

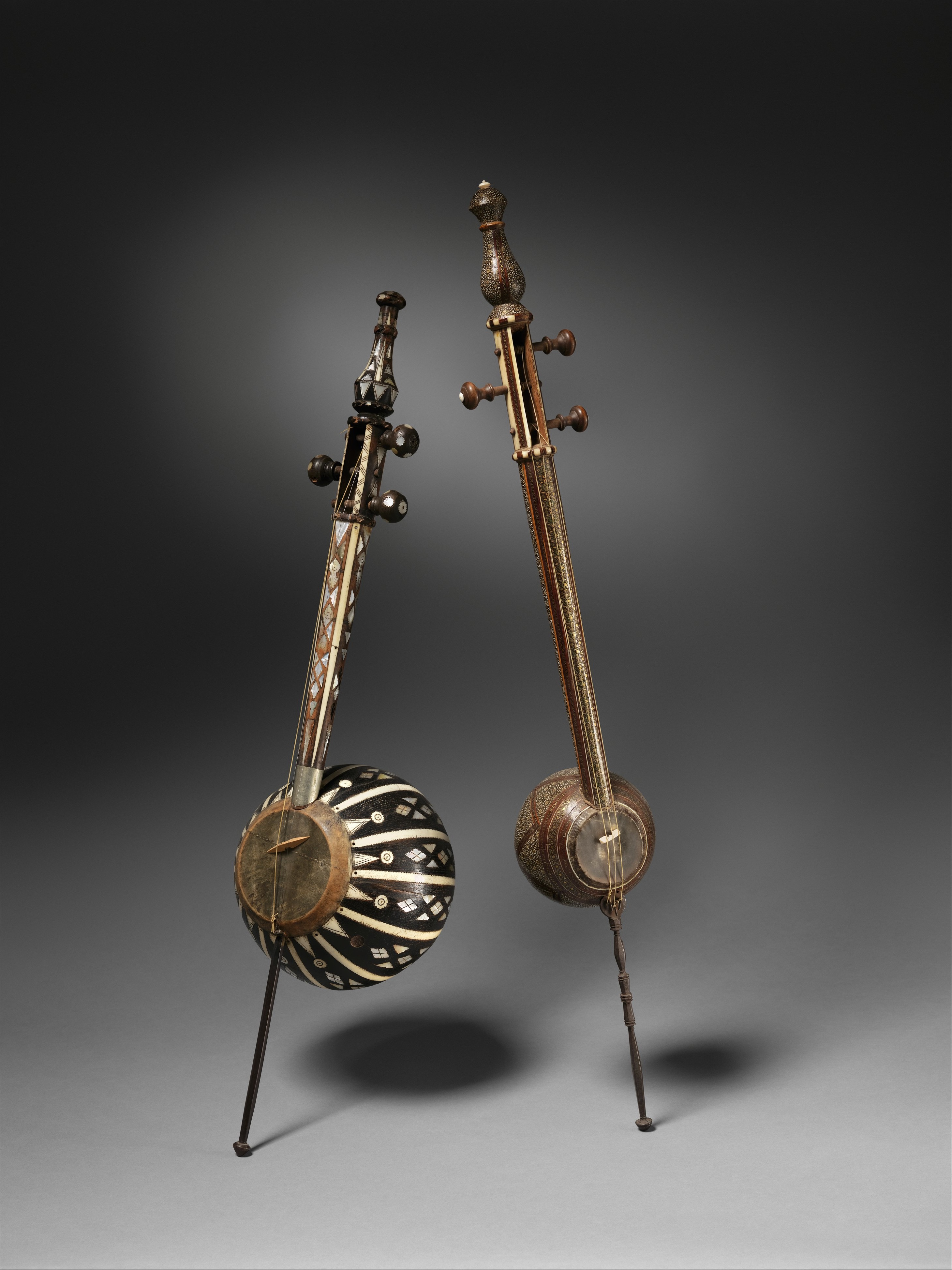
کمانچه آلتو

در چند دهه اخیر، سازهای جدیدی با بهره‌گیری از سازهای زهی غربی ساخته شده‌اند که کم‌کم جای خود را در موسیقی شهری ایران باز کرده‌اند. از جمله می‌توان به ساخت انواع کمانچه آلتو و کمانچه باس اشاره کرد که همگی صدایی بم‌تر از کمانچه معمولی دارند. کمانچه آلتو دو و نیم پرده و کمانچه باس یک هنگام کامل (Octave) بم‌تر از کمانچه معمولی صدا می‌دهند.

### کمانچه آلتو
کمانچه آلتو تقریباً همانند نواختن بر ویلن آلتو است و هیچ تفاوتی از لحاظ انگشت‌گذاری و نت‌خوانی با ویولن آلتو ندارد. این تشابه دقیقاً مانند نسبت ویولن به کمانچه می‌باشد.
در سازهای کمانچه آلتو و ویولن آلتو (ویولا) سیم‌ها به ترتیب «لا ر سل دو» کوک می‌شوند و صدادهی این دو ساز در محدوده کلید دو خط سوم نت‌نویسی می‌شوند(بر خلاف کمانچه و ویولن).
برای مثال نت سی بر روی خط سوم در سازهای کمانچه آلتو و ویولن آلتو نت دو خوانده می‌شود.
ابعاد کمانچه آلتو از کمانچه بزرگ‌تر است و صدای این ساز بم‌تر و نرم‌تر از صدای کمانچه است.
تمامی کتب ساز آلتو (ویولا) را می‌توان بر روی کمانچه آلتو اجرا کرد.
در ساز کمانچه آلتو فواصل انگشت‌گذاری زیادتر و بازتر از فواصل انگشت‌گذاری در کمانچه است.
می‌توان سیم‌های کمانچه آلتو را به کمانچه انداخت اما صدا دیگر در محدوده آلتو قرار نمی‌گیرد و نرمی صدا از دست می‌رود؛ بنابراین برای اینکه ساز صدای واقعی خودش را بدهد باید ابعاد ساز بزرگ‌تر انتخاب شود.
با آنکه سیم‌های لا و ر و سل در کمانچه وکمانچه آلتو یکی می‌باشند اما در ساز کمانچه آلتو صدادهی بسیار نرم ولطیفی را ایجاد می‌کنند که در کمانچه این صدا تیز تر از کمانچه آلتو می‌باشد.
سیم دو کمانچه آلتو هم یادآور صدای قیچک باس و کمانچه باس می‌باشد. درست مانند سیم دو ویلن آلتو که یادآور صدای ویلنسل است.
در سازهای کمانچه آلتو و ویلن آلتو سیم می کاربردی ندارد و سیم اول سیم لا می‌باشد وسیم دوم ر سیم سوم سل و سیم چهارم دو نامیده می‌شود. در ولقع کمانچه آلتو سیم می ندارد و به جای آن سیم دو می‌باشد.

## ثبت جهانی
هنر ساختن و نواختن کمانچه در سال ۲۰۱۹ به عنوان میراث فرهنگی ناملموس یونسکو ثبت شد.

## نوازندگان شاخص
از شاخص‌ترین کمانچه‌نوازان ایرانی می‌توان به حسین‌خان اسماعیل‌زاده، علی‌اصغر بهاری، فرج علیپور، علی اکبر شکارچی، حسین یاحقی، کیهان کلهر و اردشیر کامکار اشاره کرد. نوازندگان شاخص معاصر عبارتند از:
- ابوالحسن صبا
- علی اصغر بهاری
- رحمت‌الله بدیعی
- اردشیر کامکار
- کیهان کلهر
- سعید فرج‌پوری
- علی‌اکبر شکارچی
- مهدی آذرسینا
- فرج علیپور
- داوود گنجه‌ای
- علی‌رضا حسین‌خانی
- پیرولی کریمی
- همتعلی سالم
- مجتبی میرزاده
- درویش‌رضا منظمی
- هادی منتظری
- محمد طغانیان دهکردی
- کوروش بابایی
- سهراب پورناظری
- شروین مهاجر
- مارک الیاهو

## سازندگان شاخص
- محمدرضا ایلدار ژاله
- ابراهیم قنبری‌مهر
- قدرت‌الله کردی
- بیاض امیرعطایی[۸]

## نگارخانه

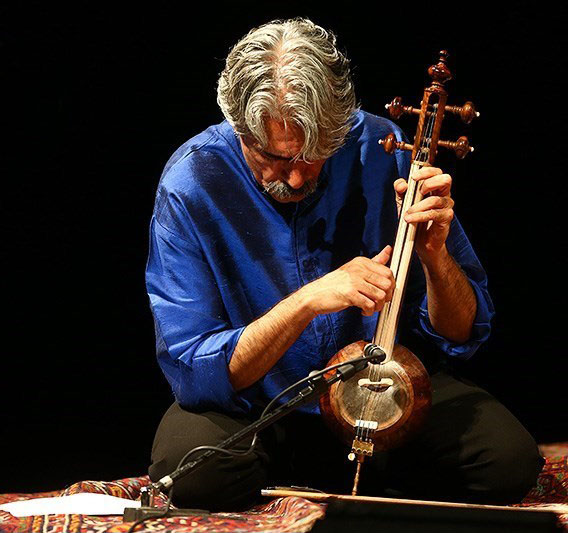
اجرای کیهان کلهر در تالار وحدت
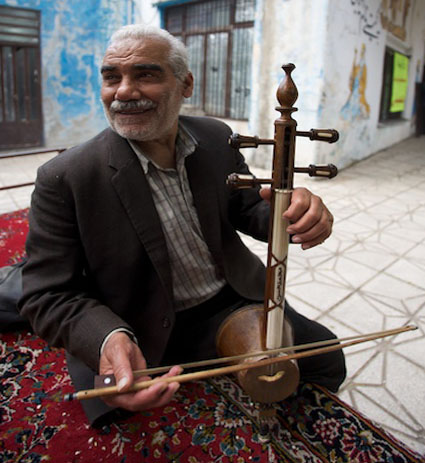
نوازنده کمانچه لری (تال)